# Palacio del Reloj
El palacio del reloj («Palazzo dell'Orologio» en italiano) es un edificio histórico italiano del siglo XIII situado en la plaza de los Caballeros de Pisa.

## Historia
Se trata de un antiguo edificio medieval donde residía el capitán del pueblo al menos desde 1357, ya perteneciente a la familia Gualandi. Cuando se construyó el palacio se le incorporó la torre de la Muda, donde, en 1289, murieron el conde Ugolino della Gherardesca con sus hijos y nietos, protagonista de una de las más célebres páginas de la Divina comedia de Dante (Infierno, XXXIII).
A la izquierda del arco central, donde se abre el actual ventanal de cuatro huecos del siglo XX se encontraba la casa de los Gualandi. En el interior del ala derecha del edificio, englobados en la estructura del edificio del siglo XVII se encuentran, totalmente identificables, los restos de la antigua torre protagonista del episodio legendario de Ugolino.
Entre 1605 y 1608, después de que se unieran dos edificios próximos por medio de un arco con un reloj, se culminó la construcción del edificio con el aspecto que presenta en la actualidad, según el proyecto de Giorgio Vasari de 1554.
En 1556 alojaba ya la enfermería de la Orden de los Caballeros de San Esteban. El responsable del establecimiento era conocido como «Buonomo» y por este motivo el edificio, antes de llamarse palacio del reloj, fue inicialmente conocido como «palacio del Buon Omo».
Entre 1607 y 1609  Giovanni Stefano Marucelli y Filippo Palladini decoraron con frescos la fachada y el interior de la bóveda con panoplias, motivos grutescos y figuras alegóricas relacionadas con la Casa de los Médici y con la Orden. La espadaña y la campana se incorporaron en 1696.
En 1919, después de la supresión de la Orden de San Esteban, el edificio fue adquirido por el conde Alberto della Gherardesca, que lo restauró en estilo neogótico, con la apertura de políforas de cuatro aberturas en una de las fachadas.
En los años setenta del siglo XX se restauró nuevamente y en 1982 el edificio pasó a la Escuela Normal Superior de Pisa, que lo convirtió en biblioteca. En ese mismo periodo se construyó un pasadizo subterráneo para unirlo con el palacio de la Caravana, sede de la Escuela.
En 2003, la Escuela encargó una importante rehabilitación y consolidación del palacio que afectó a las fachadas exteriores, a la cubierta y a todos los cerramientos.